# Thea Enevoldsen
Thea Spliid Enevoldsen (født 21. september 2003) fra Brønderslev var formand for Danske Skoleelever (DSE) fra 2019 til 2020. Hun blev valgt på DSEs generalforsamling i foråret 2019 og tiltrådte som formand 1. juli 2019.
Som følge af coronaviruspandemien kunne der ikke afholdes generalforsamling og nyvalg til DSEs bestyrelse i foråret 2020, hvorfor DSEs bestyrelse vedtog, at Esther Vyff Petersen skulle overtage rollen som fungerende formand for DSE fra d. 1. juli 2020 og frem til generalforsamlingen, der efter flere forskellige udmeldte datoer endte med at blive afholdt  d. 26. november 2020. Thea Enevoldsen var således stadig formelt formand frem til generalforsamlingen i november, men havde uddelegeret hovedparten af sine opgaver til den nye fungerende formand.
Thea Enevoldsen blev valgt ved et kampvalg på Danske Skoleelevers generalforsamling d. 7. april 2019 med 152 stemmer, hvor modkandidaten Mads Dragholt opnåede 26 stemmer.
Indtil udgangen af skoleåret 2018/19 gik hun på Skolegades Skole i Brønderslev hvor hun var formand for elevrådet.

## Mærkesager
Thea Enevoldsen lagde som formand for DSE vægt på 3 mærkesager:
- Bedre indeklima
- Mere åben skole
- Bedre seksualundervisning

## Forskellige engagementer
- Fast skribent på Politiken Skoleliv og Jyllands-Posten
- Medlem af UNICEFS ekspertgruppe ”Børne-eksperter”.
- Medlem af Dansk Arbejdsgivers advisory board ”Åben virksomhed- åbent skoleprojekt”
- Taler på Kommunernes Landsforenings Børne og unge topmøde 2020
- Fast kommentator på R4dio nyhedssprogrammet ”Dagen i dag”
- Var paneldeltager til åbningsdebatten ved Uddannelsesdebatten 2019.